# Мне это не нравится
«Мне это не нра́вится» (англ. I Am Not Okay with This) — американский комедийно-драматический веб-сериал, основанный на одноименном графическом романе Чарльза Форсмана. Первый сезон стал доступен на платформе Netflix 26 февраля 2020 года. Сериал получил положительные отзывы критиков, особенно отметивших игру молодых актёров.
В августе 2020 года портал Deadline сообщил, что компания Netflix приняла решение закрыть сериал. Несмотря на то, что официально не было объявлено о продлении сериала, по словам источника, сценарий уже был написан и вёлся поиск актёров для второго сезона, но обстоятельства, связанные с пандемией COVID-19, изменили решение компании.

## Сюжет
Сериал рассказывает о жизни и взрослении 17-летней «скучной белой девушки» — Сидни Новак, чей отец, бывший военный, совершил самоубийство год назад, так как больше не мог терпеть то, что с ним происходит. Девушка внезапно обнаруживает у себя способности к телекинезу, что она сначала списывает на взросление, но потом начинает понимать, что с ней происходит что-то необычное. Она учится использовать свои способности и в итоге узнаёт, почему её отец покончил с жизнью.

## В ролях

### Главные роли
- София Лиллис в роли Сидни Новак. Девушка владеющая особыми способностями, социофоб, ненавидит свою мать, но любит младшего брата. Имеет симпатию к Дине. Дружит со Стэнли, который стал её первым парнем.
- Уайатт Олефф в роли Стэнли Барбера, соседа и друга Сидни, влюблённого в неё и ставшим её первым парнем.
- София Брайант в роли Дины, лучшей подруги Сидни, была девушкой Брэда, пока не узнала, что он ей изменил на вечеринке.
- Кэтлин Роуз Перкинс в роли Мэгги Новак, овдовевшей матери Сидни

### Второстепенные роли
- Ричард Эллис в роли Брэдли Льюиса, школьного спортсмена и бойфренда Дины, который не нравится Сидни
- Дэвид Тойне в роли мистера Файла, школьного учителя
- Закари С. Уильямс в роли Рики Бэрри, самоуверенного и заурядного спортсмена, лучшего друга Брэда
- Эйдан Войтак-Хиссонг в роли Лиама Новак, младшего брата Сидни
- София Татум в роли Дженни Таффилд, популярной черлидерши, с которой Брэд изменил Дине

Фотографии Алекса Лоутера и Джессики Барден используются для изображения их персонажей Джеймса и Алиссы из сериала «Конец ***го мира», указывая на то, что их история разворачивается в одно время с событиями сериала «Мне это не нравится».

## Список серий
| № | Название                                             | Режиссёр         | Автор сценария               | Дата премьеры   |
| --- | ---------------------------------------------------- | ---------------- | ---------------------------- | --------------- |
| 1 | «Дорогой дневник...» «Dear Diary...»                 | Джонатан Энтуисл | Джонатан Энтуисл Кристи Холл | 26 февраля 2020 |
| Сидни Новак — семнадцатилетняя девушка, живущая со своим младшим братом и матерью. Сидни переживает из-за того, что в семье никто не говорит о смерти отца, который совершил суицид год назад, и постоянно ругается с матерью. Школьный психолог советует Сидни завести дневник, чтобы справиться с гневом. Сидни проводит время со своей лучшей подругой Диной, которая начала встречаться с популярным школьным спортсменом Брэдли. Внезапно, из носа Брэдли начинает течь кровь, и Сид почти уверена, что это из-за неё. По дороге домой она встречает Стэна Барбера, своего соседа, который предлагает потусить вместе. Вечером, после неприятного разговора с матерью, расстроенная Сидни сидит на полу в своей комнате, когда позади неё внезапно трескается стена. |                                                      |                  |                              |                 |
| 2 | «Мастер одного *****» «The Master of One F**k»       | Джонатан Энтуисл | Кристи Холл                  | 26 февраля 2020 |
| На следующее утро Сидни убеждает себя, что трещина в стене связана с естественным старением дома. Мать даёт Сидни задание купить продукты. Сид просит Дину подвезти её, но та отказывает, потому что Брэдли позвал её на футбольный матч. В итоге, Сидни отправляется в магазин вместе со Стэном, но на кассе ей не хватает денег. Когда она идёт возвращать часть продуктов, пытаясь успокоиться, с полок в проходе сами собой падают продукты. Стэн решает, что у Сид случилась паническая атака и успокаивает её после того, как она сбегает из магазина. Затем они отправляются на футбол и домой к Стэну, где целуются. |                                                      |                  |                              |                 |
| 3 | «Вечеринка окончена» «The Party's Over»              | Джонатан Энтуисл | Лиз Элверенли                | 26 февраля 2020 |
| Сидни рассказывает Дине, что занималась сексом со Стэном прошлой ночью, но приукрашивает факты. Затем они идут домой вместе с Лиамом и встречают школьного хулигана Ричарда, с которым у Лиама конфликт. Сид хочет припугнуть Ричарда, но её способности не проявляются в нужный момент. Дома Сид спускается в подвал, чтобы принести пазлы для Лиама. В подвале, где отец совершил суицид, и где Сидни не была целый год, её накрывает чувство горя и паника, которая сотрясает дом, убивая ежа — любимого питомца брата. Позже Сидни отправляется на вечеринку, где ей наконец-то удаётся провести время с Диной, но Брэд забирает её. Стэн во время вечеринки просит Сидни пойти с ним на танцы на выпускном, и та неохотно соглашается. Потом она находит Дину, поссорившуюся с Брэдом, и целует её. Расстроенная реакцией Дины, Сидни спешно убегает в лес, она громко кричит, в результате чего несколько деревьев вокруг неё падают. |                                                      |                  |                              |                 |
| 4 | «Стэн со мной» «Stan by Me»                          | Джонатан Энтуисл | Триппер Кланси               | 26 февраля 2020 |
| Сидни понимает, что Стэн видел произошедшее в лесу и просит его хранить это в секрете. На следующее утро мать просит Сидни присмотреть за братом, у них происходит очередная ссора, в ходе которой мать упоминает, что отец Сидни был не тем, кем она считает. Во время урока у Сид почти случается очередной срыв, но ей удаётся погасить его, думая о счастливых моментах. Дина пытается выяснить всё ли в порядке и хочет поговорить об их поцелуе, но Сидни лжёт, говоря, что всё в норме. Позже она приходит в боулинг, где работает Стэн, который помогает ей разобраться со своей силой. Сидни рассказывает, что поцеловала кого-то на вечеринке и что её сила связана с её эмоциями. Стэн пытается вызвать силу, специально провоцируя Сид, и та чуть не ранит его шарами для боулинга. Возвращаясь домой, Сидни кажется, что за ней кто-то следит. |                                                      |                  |                              |                 |
| 5 | «Ещё один день в раю» «Another Day in Paradise»      | Джонатан Энтуисл | Триппер Кланси               | 26 февраля 2020 |
| Дину и Брэда поймали за попытку списать тест на уроке, Сидни и Стэн вступились за них, и в итоге все четверо отправляются на исправительные работы. Вместе с ними оказывается их одноклассница Дженни, которая оскорбляет Сидни. Та в гневе сбегает в библиотеку, где непреднамеренно опрокидывает все книжные полки. Вместе со Стэном они убеждают Дину помочь им выкрасть записи с камер из кабинета директора, соврав, что занимались сексом в библиотеке. Позже Сидни случайно подслушивает в раздевалке разговор Дженни и Брэда, узнав, что Брэд изменяет Дине. Когда входит Дина, Сид рассказывает ей правду, несмотря на просьбу Брэдли не делать этого. Сидни рассказывает Стэну, что кто-то заставил мерцать лампы в библиотеке и наблюдал за ней из-за полок. |                                                      |                  |                              |                 |
| 6 | «Дочь, похожая на отца» «Like Father, Like Daughter» | Джонатан Энтуисл | Кристи Холл                  | 26 февраля 2020 |
| Просматривая записи с камер, Сидни сомневается в своём психическом здоровье. Брэд угрожает Сидни из-за того, что она спровоцировала их расставание с Диной. В страхе, Сидни заставляет закрытые шкафчики в коридоре открыться. Дина пытается узнать, что на самом деле было на записях, но Сид отказывается говорить. За обедом Рики рассказывает Брэду о слухах, которые ходят по школе, а Стэн снова зовёт Сидни на танцы. Сидни говорит, что не пойдёт на танцы и просит Стэна искать себе другую пару. Она разговаривает с психологом о преследователе, и та говорит, что это галлюцинации, связанные с отцом. Дома Лиам жалуется Сид, что из-за неё он получил в глаз от Ричарда, прямо на глазах у Вероники, в которую он влюблён. В попытке получить ответы, Сидни разглядывает вещи своего отца в подвале. Мать, нашедшая её за этим занятием, рассказывает, что отец испытывал то же, что сейчас происходит с Сид. Когда она хочет написать об этом в дневник, она обнаруживает его пропажу.                                                        |                                                      |                  |                              |                 |
| 7 | «Самый страшный секрет» «Deepest, Darkest Secret»    | Джонатан Энтуисл | Кристи Холл Дженна Вестовер  | 26 февраля 2020 |
| На следующее утро Сидни решает отпустить ситуацию и быть счастливой, а также мирится с братом. Дина чувствует, что отдаляется от Сид, и та признаётся ей в своих галлюцинациях. Позже они решают, что пойдут на танцы вместе, так как они обе не в отношениях. Брэд говорит Рики, что этот выпускной вечер запомнится всем. Во время выпускного Стэн признаётся Сидни в своих чувствах, а она ему в том, что видит в нём только друга. При этом она говорит ему, что только он знает о её силах. Танцуя вместе, Дина и Сид обсуждают свой поцелуй, и Дина признаётся, что он не был отталкивающим. В это время на сцену врывается Брэдли и выясняется, что он завладел дневником Сидни. Он раскрывает всем её чувства к Дине и проблемы в семье, но прежде, чем он успевает раскрыть всем главный секрет, Сид в приступе гнева взрывает его голову. В панике она убегает на заброшенную сторожевую башню в лесу, где из тени появляется человек. Сидни спрашивает, должна ли она бояться, на что загадочная тень отвечает, что все теперь должны бояться их. |                                                      |                  |                              |                 |

## Создание

### Разработка
12 декабря 2018 было объявлено, что Netflix запустил в производство первый сезон сериала, состоящий из 8 серий, количество которых сократилось до 7 в процессе производства. Создатели сериала — Джонатан Энтуисл и Кристи Холл, также являются исполнительными продюсерами вместе с Шоном Леви, Дэном Левином, Дэном Коеном и Джошом Барри. Энтуисл выступил и в качестве режиссёра. Сериал был выпущен 26 февраля 2020 года.

### Кастинг
Одновременно с анонсом сериала стало известно, что София Лиллис, Уайатт Олефф и Кэтлин Роуз Перкинс исполнят главные роли, а Эйдан Войтак-Хиссонг и Ричард Эллис появятся в качестве второстепенных персонажей.

### Съёмки
Съёмки проходили в Питтсбурге в июне 2019 года. Город Браунсвилль в штате Пенсильвания был выбран местом действия, а Академия Художеств Вестингхаус в Уилмердинге, Пенсильвания была использована в качестве декораций для школьных сцен.

## Критика
На сайте Rotten Tomatoes сериал имеет рейтинг одобрения 86 %, основанный на 65 обзорах критиков, со средней оценкой 6.82 балла из 10. Вывод критиков гласит: «Неуклюжий и обаятельный словно подросток в тандеме со сверхъестественными поворотами, первый сезон „Мне это не нравится“ временами близок к тому, чтобы сесть на мель, но великолепная и сильная актёрская игра Софии Лиллис позволяет ему удержаться на плаву». Агрегатор обзоров Metacritic дал сериалу 68 баллов из 100, основываясь на восьми критических отзывах, что указывает на «в целом благоприятные отзывы».